# 赤い影
『赤い影』（英: Don't Look Now、伊: A Venezia... un dicembre rosso shocking）は、1973年のイギリスとイタリアによる合作映画。
『鳥』、『レベッカ』などアルフレッド・ヒッチコック作品で知られる小説家ダフニ・デュ・モーリエの短編「いまは見てはだめ」（短編集『真夜中すぎでなく / Not After Midnight』1972年出版に収録）を映画化したもの。
ニコラス・ローグによるオカルト色の濃いサスペンス・スリラーで、赤を効果的に用いたイメージと、カットバック映像を凝らした撮影監督出身らしい視覚映像で迫る作品。

## ストーリー
イギリス。バクスター夫妻は、突如として愛娘クリスティン（シャロン・ウィリアムズ）を水難事故で失ってしまう。
数ヶ月後、ジョン（ドナルド・サザーランド）は妻ローラ（ジュリー・クリスティ）を連れ、教会修復の仕事でイタリアのベニス（ヴェネツィア）へと赴いていた。ある日、夫妻は年老いた姉妹と邂逅する。姉ウェンディ（クレリア・マタニア）曰く、盲目の妹ヘザー（ヒラリー・メイソン）には霊感があり、赤いレインコートを着た亡き娘さんの姿が視えるというのだ。その後、姉妹と再会したローラは、亡き娘の言葉を借りたヘザーから「ベニスを去らなければ、ジョンの身に危険が降りかかる」と忠告される。ジョンはその警告に取り合わず、ローラは不安になるのだった。

## キャスト
- ジョン・バクスター：ドナルド・サザーランド
- ローラ・バクスター：ジュリー・クリスティ
- ヘザー：ヒラリー・メイソン
- ウェンディ：クレリア・マタニア
- バーバリゴ司教：マッシモ・セラート
- ロンギ警部：レナート・スカルパ
- 職人：ジョルジョ・トレスティーニ
- ホテル支配人：レオポルド・トリエステ
- アンソニー・バベッジ：デイヴィッド・ツリー
- マンディ・バベッジ：アン・ライ
- ジョニー・バクスター：ニコラス・スレーター
- クリスティン・バクスター：シャロン・ウィリアムズ
- サッビオーネ刑事：ブルーノ・カッタネオ

## スタッフ
- 監督：ニコラス・ローグ
- 製作：ピーター・カーツ
- 製作総指揮：アンソニー・B・アンガー
- 原作：ダフニ・デュ・モーリエ
- 脚本：アラン・スコット / クリス・ブライアント
- 撮影：アンソニー・B・リッチモンド
- 編集：グレイム・クリフォード
- 美術：ジョバンニ・ソッコロ
- 音楽：ピノ・ドナッジオ

## 国内版DVD
- 2005年3月4日、日本国内版が初DVD化された（現在は廃盤）。本編110分。
- 2009年2月13日、日本国内版が再DVD化された。原盤がフランスのSTUDIO CANAL社制作のPALマスター使用のために、いわゆる「PAL早回し版」となっており、再生時の速度が4%早回しされ、劇場公開版（110分）より本編が約4分短く、約106分である。上記DVD旧版とは異なる。
- テレビ放送吹き替え版の存在は定かではないが、日本語吹き替えは上記のDVD両版ともに収録されておらず、音声はドルビーデジタル（英語2.0chモノラル。一部イタリア語）である。DVD新版のイタリア語部分には翻訳字幕はない。
- 2015年3月4日、NBCユニバーサル・エンターテイメントジャパンから日本国内版ブルーレイディスクが発売。本編110分。
- 2019年9月6日、KADOKAWAから日本国内版ブルーレイディスクが発売。4K修復版・本編110分。

## 評価
レビュー・アグリゲーターのRotten Tomatoesでは81件のレビューで支持率は94%、平均点は8.90/10となった。Metacriticでは27件のレビューを基に加重平均値が95/100となった。
本作は日本では知名度が低いカルト映画だが、製作国のイギリスでは非常に人気が高い。タイムアウトロンドンが発表した英国映画業界人が選ぶイギリス映画ベスト100で1位に選ばれるなど、イギリスではミステリー映画の名作として有名。イギリスのエンタメニュースサイトdigital spyの「映画に出てくる名セックスシーンベスト10」で1位に選ばれた。